# نادي الشطرة
نادي الشطرة الرياضي هو أحد أندية كرة القدم في العراق ، مقرة في محافظة ذي قار.